# Списак добитника Нобелове награде за физику
Нобелова награда за физику додељује се сваке године научницима који раде на разним пољима физике. Једна је од пет Нобелових награда које су основане 1895. године по тестаменту Алфреда Нобела, а додељује је Шведска краљевска академија наука за изузетне доприносе у физици. Како је настала вољом Алфреда Нобела, наградом управља Нобелова фондација, а додељује је одбор који се састоји од пет чланова изабраних од стране Шведске краљевске академије наука. Додељује се у Стокхолму на годишњој церемонији 10. децембра, на годишњицу смрти Алфреда Нобела. Сваки добитник добија медаљу, диплому и новчану награду која се мењала током година.

## Статистика
Прва Нобелова награда за физику додељена је 1901. године Вилхелму Конраду Рендгену, који је добио 150.782 шведске круне. Џон Бардин је једини двоструки добитник—1956. и 1972. године. Марија Кири је такође добила две Нобелове награде, за физику 1903. и за хемију 1911. године. Вилијам Лоренс Браг је, до октобра 2014. године, био најмлађи Нобеловац икада; освојио је награду 1915. године, са 25 година. И даље је најмлађи Нобеловац за физику. Само су три добитнице ове награде, и то Марија Кири (1903), Марија Геперт-Мајер (1963) и Дона Стрикланд (2018). До 2018. године, 209 особа добило је Нобелову награду за физику.
Награда није додељивана 6 пута (1916, 1931, 1934, 1940, 1941, 1942). Осам пута је додела награде одгођена за следећу годину. Награда није додељена 1917. године јер је Нобелов одбор за физику одлучио да те године ниједан номиновани научник није испуњавао потребне критеријуме, али је додељена 1918. године Чарлсу Гловеру Баркли и рачунала се за 1917. годину. Овај преседан поновљен је и за награду 1918. године која је додељена Максу Планку, као и 1921. године Алберту Ајнштајну, 1924. године Манеу Сигбану, 1925. године Џејмсу Франку и Густаву Херцу, 1928. године Овену Ричардсону, 1932. године Вернеру Хајзенбергу и 1943. године Отоу Штерну, при чему је свака награда додељена наредне године.

## Нобеловци

### 1900-е
| Година | Слика       | Добитник                          | Држава                    | Разлог                                                                                                  | Реф    |
| ------ | ----------- | --------------------------------- | ------------------------- | --- | ------ |
| 1901.  |             | Вилхелм Конрад Рендген            | Немачка                   | „у знак признања за изузетан допринос који је дао проналаском изванредних -зрака” /в. Рендгенски зраци/ | [ 16 ] |
| 1902.  |             | Хендрик Антон Лоренц              | Холандија                 | „за откриће утицаја магнетизма на појаве у вези са зрачењем”                                            | [ 17 ] |
| 1902.  | Питер Земан |                                   | Холандија                 | „за откриће утицаја магнетизма на појаве у вези са зрачењем”                                            | [ 17 ] |
| 1903.  |             | Антоан Анри Бекерел               | Француска                 | „за откриће спонтане радиоактивности”                                                                   | [ 18 ] |
| 1903.  |             | Пјер Кири                         | Француска                 | „за истраживања радијационих појава које је открио професор Анри Бекерел”                               | [ 18 ] |
| 1903.  | Марија Кири |                                   | Француска                 | „за истраживања радијационих појава које је открио професор Анри Бекерел”                               | [ 18 ] |
| 1904.  |             | Џон Вилијам Страт, 3. барон Рејли | Уједињено Краљевство      | „за истраживање густина најважнијих гасова и за откриће аргона”                                         | [ 19 ] |
| 1905.  |             | Филип Едуард Антон фон Ленард     | Немачка                   | „за истраживање катодних зрака”                                                                         | [ 20 ] |
| 1906.  |             | Сер Џозеф Џон Томсон              | Уједињено Краљевство      | „за теоријска и експериментална истраживања провођења електрицитета кроз гасове”                        | [ 21 ] |
| 1907.  |             | Алберт Абрахам Мајкелсон          | Сједињене Америчке Државе | „за прецизне оптичке инструменте и спектроскопске и метролошке налазе који су добијени помоћу њих”      | [ 22 ] |
| 1908.  |             | Габријел Липман                   | Француска                 | „за методу фотографског репродуковања боја засновану на појави интерференције”                          | [ 23 ] |
| 1909.  |             | Гуљелмо Маркони                   | Италија                   | „за допринос развоју бежичне телеграфије”                                                               | [ 24 ] |
| 1909.  |             | Карл Фердинанд Браун              | Немачка                   | „за допринос развоју бежичне телеграфије”                                                               | [ 24 ] |

### 1910-е
| Година | Слика                 | Добитник                   | Држава                | Разлог | Реф                   |
| ------ | --------------------- | -------------------------- | --------------------- | --- | --------------------- |
| 1910.  |                       | Јохан Дидерик ван дер Валс | Холандија             | „за рад на једначини стања за гасове и течности”                                                                  | [ 25 ]                |
| 1911.  |                       | Вилхелм Вин                | Немачка               | „за открића у вези са законима зрачења топлоте”                                                                   | [ 26 ]                |
| 1912.  |                       | Густаф Дален               | Шведска               | „за изум аутоматских регулатора који се користе у сабирачима плина за осветљавање светионика и пловака”           | [ 27 ]                |
| 1913.  |                       | Хејке Камерлинг Онес       | Холандија             | „за истраживања на својствима материје на ниским температурама која су довела до производње течног хелијума”      | [ 28 ]                |
| 1914.  |                       | Макс фон Лауе              | Немачка               | „за откриће дифракције X-зрака на кристалима”                                                                     | [ 29 ]                |
| 1915.  |                       | Сер Вилијам Хенри Браг     | Уједињено Краљевство  | „за анализу кристалне структуре помоћу X зрака”                                                                   | [ 30 ]                |
| 1915.  | Вилијам Лоренс Браг   |                            | Уједињено Краљевство  | „за анализу кристалне структуре помоћу X зрака”                                                                   | [ 30 ]                |
| 1916.  | Награда није додељена | Награда није додељена      | Награда није додељена | Награда није додељена                                                                                             | Награда није додељена |
| 1917.  |                       | Чарлс Гловер Баркла        | Уједињено Краљевство  | „за откриће карактеристичног рендгенског зрачења елемената”                                                       | [ 8 ]                 |
| 1918.  |                       | Макс Планк                 | Немачка               | „за откриће кванта енергије”                                                                                      | [ 9 ]                 |
| 1919.  |                       | Јоханес Штарк              | Немачка               | „за откриће Доплеровог ефекта у каналним зрацима и цепања спектралних линија у електричном пољу (Штарков ефекат)” | [ 31 ]                |

### 1920-е
| Година | Слика              | Добитник                | Држава                    | Разлог | Реф    |
| ------ | ------------------ | ----------------------- | ------------------------- | --- | ------ |
| 1920.  |                    | Шарл Едуар Гијом        | Швајцарска                | „као признање за рад који је довео до прецизних мерења у физици открићем аномалија у никл-челичним легурама” | [ 32 ] |
| 1921.  |                    | Алберт Ајнштајн         | Немачка                   | „за заслуге у теоријској физици, и посебно за откриће закона фотоелектричног ефекта”                         | [ 10 ] |
| 1922.  |                    | Нилс Бор                | Данска                    | „за испитивање структуре атома и зрачења које од њих потиче”                                                 | [ 33 ] |
| 1923.  |                    | Роберт Миликен          | Сједињене Америчке Државе | „за рад на елементарном наелектрисању и фотоелектричном ефекту”                                              | [ 34 ] |
| 1924.  |                    | Карл Мане Георг Сигбан  | Шведска                   | „за открића и истраживања у области спектроскопије х-зрака”                                                  | [ 11 ] |
| 1925.  |                    | Џејмс Франк             | Немачка                   | „за откриће законитости при судару електрона и атома”                                                        | [ 12 ] |
| 1925.  | Густав Лудвиг Херц |                         | Немачка                   | „за откриће законитости при судару електрона и атома”                                                        | [ 12 ] |
| 1926.  |                    | Жан Батист Перен        | Француска                 | „за истраживање дисконтинуалне структуре материје, а нарочито за откриће седиментационе равнотеже”           | [ 35 ] |
| 1927.  |                    | Артур Комптон           | Сједињене Америчке Државе | „за откриће ефекта који носи његово име” /в. Комптонов ефекат/                                               | [ 36 ] |
| 1927.  |                    | Чарлс Томсон Рис Вилсон | Уједињено Краљевство      | „за откриће методе која чини видљивим путање наелектрисаних честица кондензовањем паре”                      | [ 36 ] |
| 1928.  |                    | Овен Виланс Ричардсон   | Уједињено Краљевство      | „за рад на термионичком феномену и посебно за откриће закона који је добио име по њему”                      | [ 13 ] |
| 1929.  |                    | Луј де Број             | Француска                 | „за откриће таласне природе електрона”                                                                       | [ 37 ] |

### 1930-е
| Година | Слика                 | Добитник                       | Држава                    | Разлог | Реф                   |
| ------ | --------------------- | ------------------------------ | ------------------------- | --- | --------------------- |
| 1930.  |                       | Сер Чандрасекара Венката Раман | Индија                    | „за радове о расејању светлости и за откриће ефекта који носи његово име”                                                                                         | [ 38 ]                |
| 1931.  | Награда није додељена | Награда није додељена          | Награда није додељена     | Награда није додељена | Награда није додељена |
| 1932.  |                       | Вернер Хајзенберг              | Немачка                   | „за стварање квантне механике, чија је примена, inter alia, довела до открића алотропских облика водоника”                                                                  | [ 14 ]                |
| 1933.  |                       | Ервин Шредингер                | Аустрија                  | „за откриће нових продуктивних облика атомске теорије” | [ 39 ]                |
| 1933.  |                       | Пол Дирак                      | Уједињено Краљевство      | „за откриће нових продуктивних облика атомске теорије” | [ 39 ]                |
| 1934.  | Награда није додељена | Награда није додељена          | Награда није додељена     | Награда није додељена | Награда није додељена |
| 1935.  |                       | Џејмс Чедвик                   | Уједињено Краљевство      | „за откриће неутрона” | [ 40 ]                |
| 1936.  |                       | Виктор Франц Хес               | Аустрија                  | „за откриће космичких зрака” | [ 41 ]                |
| 1936.  |                       | Карл Дејвид Андерсон           | Сједињене Америчке Државе | „за откриће позитрона” | [ 41 ]                |
| 1937.  |                       | Клинтон Џозеф Дејвисон         | Сједињене Америчке Државе | „за експериментални проналазак дифракције електрона на кристалима”                                                                                                | [ 42 ]                |
| 1937.  |                       | Сер Џорџ Паџет Томсон          | Уједињено Краљевство      | „за експериментални проналазак дифракције електрона на кристалима”                                                                                                | [ 42 ]                |
| 1938.  |                       | Енрико Ферми                   | Италија                   | „за демонстрацију постојања нових радиоактивних елемената створених неутронским озрачивањем, и за сродна открића нуклеарних реакција изазваних спорим неутронима” | [ 43 ]                |
| 1939.  |                       | Ернест Орландо Лоренц          | Сједињене Америчке Државе | „за проналазак и развој циклотрона и за резултате постигнуте уз његову помоћ, посебно у вези са вештачким радиоактивним елементима”                               | [ 44 ]                |

### 1940-е
| Година | Слика                 | Добитник                      | Држава                    | Разлог | Реф                   |
| ------ | --------------------- | ----------------------------- | ------------------------- | --- | --------------------- |
| 1940.  | Награда није додељена | Награда није додељена         | Награда није додељена     | Награда није додељена | Награда није додељена |
| 1941.  | Награда није додељена | Награда није додељена         | Награда није додељена     | Награда није додељена | Награда није додељена |
| 1942.  | Награда није додељена | Награда није додељена         | Награда није додељена     | Награда није додељена | Награда није додељена |
| 1943.  |                       | Ото Штерн                     | Сједињене Америчке Државе | „за допринос развоју методе молекулских снопова и откриће магнетног момента протона”                                           | [ 15 ]                |
| 1944.  |                       | Изидор Ајзак Раби             | Сједињене Америчке Државе | „за резонантну методу снимања магнетних особина атомских језгара”                                                              | [ 45 ]                |
| 1945.  |                       | Волфганг Паули                | Аустрија                  | „за откриће принципа искључења познатог као Паулијев принцип”                                                                  | [ 46 ]                |
| 1946.  |                       | Перси Вилијамс Бриџман        | Сједињене Америчке Државе | „за откриће апарата који производи екстремно високе притиске и за открића на пољу физике високих притисака”                    | [ 47 ]                |
| 1947.  |                       | Сер Едвард Виктор Еплтон      | Уједињено Краљевство      | „за истраживања физике горње атмосфере, посебно за откриће Аплтоновог слоја”                                                   | [ 48 ]                |
| 1948.  |                       | Патрик Мејнард Стјуарт Блекет | Уједињено Краљевство      | „за развој Вилсонове методе маглене коморе, и открића у вези са њеном применом у области нуклеарне физике и космичког зрачења” | [ 49 ]                |
| 1949.  |                       | Хидеки Јукава (јап. )         | Јапан                     | „за предвиђање постојања мезона на основу теоријске анализе нуклеарних сила”                                                   | [ 50 ]                |

### 1950-е
| Година | Слика                 | Добитник                   | Држава                    | Разлог | Реф    |
| ------ | --------------------- | -------------------------- | ------------------------- | --- | ------ |
| 1950.  |                       | Сесил Френк Пауел          | Уједињено Краљевство      | „за развој фотографске методе проучавања нуклеарних процеса и открића у вези мезона остварена помоћу ове методе”        | [ 51 ] |
| 1951.  |                       | Сер Џон Даглас Кокрофт     | Уједињено Краљевство      | „за пионирски рад на пољу трансмутације атомског језгра путем вештачки убрзаних атомских честица”                       | [ 52 ] |
| 1951.  |                       | Ернест Томас Синтон Волтон | Ирска                     | „за пионирски рад на пољу трансмутације атомског језгра путем вештачки убрзаних атомских честица”                       | [ 52 ] |
| 1952.  |                       | Феликс Блох                | Сједињене Америчке Државе | „за развој нових метода за нуклеарномагнетна прецизна мерења и проналаске у вези са њима”                               | [ 53 ] |
| 1952.  | Едвард Милс Персел    |                            | Сједињене Америчке Државе | „за развој нових метода за нуклеарномагнетна прецизна мерења и проналаске у вези са њима”                               | [ 53 ] |
| 1953.  |                       | Фриц Зернике               | Холандија                 | „за приказ методе фазног контраста, нарочито за изум фазноконтрастног микроскопа”                                       | [ 54 ] |
| 1954.  |                       | Макс Борн                  | Западна Немачка           | „за фундаментална истраживања у квантној механици, посебно за статистичко тумачење таласне функције”                    | [ 55 ] |
| 1954.  |                       | Валтер Боте                | Западна Немачка           | „за коинцидентну методу и открића која из ње произилазе”                                                                | [ 55 ] |
| 1955.  |                       | Вилис Јуџин Лем            | Сједињене Америчке Државе | „за открића у вези са фином структуром спектра водоника”                                                                | [ 56 ] |
| 1955.  |                       | Поликарп Куш               | Сједињене Америчке Државе | „за прецизно одређивање магнетног момента електрона”                                                                    | [ 56 ] |
| 1956.  |                       | Вилијам Бредфорд Шокли     | Сједињене Америчке Државе | „за истраживања полупроводника и проналазак транзисторског ефекта”                                                      | [ 57 ] |
| 1956.  | Џон Бардин            |                            | Сједињене Америчке Државе | „за истраживања полупроводника и проналазак транзисторског ефекта”                                                      | [ 57 ] |
| 1956.  | Волтер Хаузер Братен  |                            | Сједињене Америчке Државе | „за истраживања полупроводника и проналазак транзисторског ефекта”                                                      | [ 57 ] |
| 1957.  |                       | Чен-Нинг Јанг              | Кина                      | „за истраживање у области такозваних паритетних закона која су довела до значајних открића у вези елементарних честица” | [ 58 ] |
| 1957.  | Цунг-Дао Ли           |                            | Кина                      | „за истраживање у области такозваних паритетних закона која су довела до значајних открића у вези елементарних честица” | [ 58 ] |
| 1958.  |                       | Павел Алексејевич Черенков | СССР                      | „за откриће и објашњење Черенковљевог ефекта”                                                                           | [ 59 ] |
| 1958.  | Иља Михајлович Франк  |                            | СССР                      | „за откриће и објашњење Черенковљевог ефекта”                                                                           | [ 59 ] |
| 1958.  | Игор Јевгенијевич Там |                            | СССР                      | „за откриће и објашњење Черенковљевог ефекта”                                                                           | [ 59 ] |
| 1959.  |                       | Емилио Ђино Сегре          | Италија                   | „за откриће антипротона”                                                                                                | [ 60 ] |
| 1959.  |                       | Овен Чејмберлен            | Сједињене Америчке Државе | „за откриће антипротона”                                                                                                | [ 60 ] |

### 1960-е
| Година | Слика                          | Добитник                  | Држава                    | Разлог | Реф    |
| ------ | ------------------------------ | ------------------------- | ------------------------- | --- | ------ |
| 1960.  |                                | Доналд Артур Глејзер      | Сједињене Америчке Државе | „за проналазак коморе са мехурићима” | [ 61 ] |
| 1961.  |                                | Роберт Хофстатер          | Сједињене Америчке Државе | „за пионирска испитивања расејања електрона на атомским језгрима и за тако постигнута открића у вези са структуром нуклеона”                                                                          | [ 62 ] |
| 1961.  |                                | Рудолф Лудвиг Месбауер    | Западна Немачка           | „за истраживања резонантне апсорпције гама зрачења и откриће ефекта који носе његово име” /в. Месбауеров ефекат/                                                                                      | [ 62 ] |
| 1962.  |                                | Лав Давидович Ландау      | СССР                      | „за пионирске теорије у области кондензоване материје, нарочито течног хелијума” | [ 63 ] |
| 1963.  |                                | Јуџин Пол Вигнер          | Сједињене Америчке Државе | „за допринос теорији атомског језгра и елементарних честица, посебно за откриће и примену основних принципа симетрије”                                                                                | [ 64 ] |
| 1963.  |                                | Марија Геперт-Мајер       | Сједињене Америчке Државе | „за открића која се односе на структуру нуклеарних љуски” | [ 64 ] |
| 1963.  |                                | Ј. Ханс Д. Јенсен         | Западна Немачка           | „за открића која се односе на структуру нуклеарних љуски” | [ 64 ] |
| 1964.  |                                | Чарлс Хард Таунс          | Сједињене Америчке Државе | „за фундаментална истраживања на пољу квантне електронике, што је довело до конструкције осцилатора и појачивача заснованих на масер-ласер принципу”                                                  | [ 65 ] |
| 1964.  |                                | Николај Генадијевич Басов | СССР                      | „за фундаментална истраживања на пољу квантне електронике, што је довело до конструкције осцилатора и појачивача заснованих на масер-ласер принципу”                                                  | [ 65 ] |
| 1964.  | Александар Михајлович Прохоров |                           | СССР                      | „за фундаментална истраживања на пољу квантне електронике, што је довело до конструкције осцилатора и појачивача заснованих на масер-ласер принципу”                                                  | [ 65 ] |
| 1965.  |                                | Шиничиро Томонага (јап. ) | Јапан                     | „за фундаментална истраживања у квантној електродинамици, што је оставило далекосежни значај на физику елементарних честица”                                                                          | [ 66 ] |
| 1965.  |                                | Џулијан Швингер           | Сједињене Америчке Државе | „за фундаментална истраживања у квантној електродинамици, што је оставило далекосежни значај на физику елементарних честица”                                                                          | [ 66 ] |
| 1965.  | Ричард Фајнман                 |                           | Сједињене Америчке Државе | „за фундаментална истраживања у квантној електродинамици, што је оставило далекосежни значај на физику елементарних честица”                                                                          | [ 66 ] |
| 1966.  |                                | Алфред Кастлер            | Француска                 | „за откриће и развој оптичких метода за проучавање Херцових резонанци у атомима” | [ 67 ] |
| 1967.  |                                | Ханс Албрехт Бете         | Сједињене Америчке Државе | „за допринос теорији нуклеарних реакција, нарочито открићима која се тичу стварања енергије у звездама”                                                                                               | [ 68 ] |
| 1968.  |                                | Луис Волтер Алварез       | Сједињене Америчке Државе | „за пресудан допринос физици елементарних честица, а посебно за откриће великог броја резонантних стања, што је остварио проналаском технике коришћења водоничне мехурасте коморе и анализе података” | [ 69 ] |
| 1969.  |                                | Мари Гел-Ман              | Сједињене Америчке Државе | „за доприносе и открића која се тичу класификације елементарних честица и њихових интеракција” | [ 70 ] |

### 1970-е
| Година | Слика                                                         | Добитник                | Држава                    | Разлог | Реф    |
| ------ | ------------------------------------------------------------- | ----------------------- | ------------------------- | --- | ------ |
| 1970.  |                                                               | Ханес Олоф Јеста Алвен  | Шведска                   | „за фундаментални рад и открића у магнетној хидродинамици што је омогућило огромну примену разних области физике плазме”                                      | [ 71 ] |
| 1970.  |                                                               | Луј Ежен Феликс Нел     | Француска                 | „за фундаментални рад и открића која се тичу антиферомагнетизма и феромагнетизма, што је довело до важних примена у физици чврстог стања”                     | [ 71 ] |
| 1971.  |                                                               | Денис Габор             | Уједињено Краљевство      | „за проналазак и развој холографске методе” | [ 72 ] |
| 1972.  |                                                               | Џон Бардин              | Сједињене Америчке Државе | „за заједнични развој теорије суперпроводника, познатијој као -теорија”                                                                                       | [ 73 ] |
| 1972.  | Леон Нил Купер                                                |                         | Сједињене Америчке Државе | „за заједнични развој теорије суперпроводника, познатијој као -теорија”                                                                                       | [ 73 ] |
| 1972.  | Џон Роберт Шрифер                                             |                         | Сједињене Америчке Државе | „за заједнични развој теорије суперпроводника, познатијој као -теорија”                                                                                       | [ 73 ] |
| 1973.  |                                                               | Лео Есаки (јап. )       | Јапан                     | „за експериментална открића у области тунел-ефекта код полупроводника и суперпроводника”                                                                      | [ 74 ] |
| 1973.  |                                                               | Ивар Јевер              | Сједињене Америчке Државе | „за експериментална открића у области тунел-ефекта код полупроводника и суперпроводника”                                                                      | [ 74 ] |
| 1973.  | cmglee_Cambridge_Wikimedia_Meetup_23_tour_Brian_Josephson.jpg | Брајан Дејвид Џозефсон  | Уједињено Краљевство      | „за теоријска предвиђања својстава суперструјања кроз тунелску баријеру, познато као Џозефсонов ефекат”                                                       | [ 74 ] |
| 1974.  |                                                               | Сер Мартин Рајл         | Уједињено Краљевство      | „за пионирска истраживања у радио-астрономији: Рајлу за открића и запажања у техници, а Хјуишу за одлучујућу улогу у открићу пулсара”                         | [ 75 ] |
| 1974.  | Ентони Хјуиш                                                  |                         | Уједињено Краљевство      | „за пионирска истраживања у радио-астрономији: Рајлу за открића и запажања у техници, а Хјуишу за одлучујућу улогу у открићу пулсара”                         | [ 75 ] |
| 1975.  |                                                               | Оге Нилс Бор            | Данска                    | „за откриће повезаности између заједничког и честичног кретања у атомском језгру и развијању теорије структуре атомских језгара базираних на овој зависности” | [ 76 ] |
| 1975.  | Бен Рој Мотелсон                                              |                         | Данска                    | „за откриће повезаности између заједничког и честичног кретања у атомском језгру и развијању теорије структуре атомских језгара базираних на овој зависности” | [ 76 ] |
| 1975.  |                                                               | Лео Џејмс Рејнвотер     | Сједињене Америчке Државе | „за откриће повезаности између заједничког и честичног кретања у атомском језгру и развијању теорије структуре атомских језгара базираних на овој зависности” | [ 76 ] |
| 1976.  |                                                               | Бартон Рихтер           | Сједињене Америчке Државе | „за пионирски рад у открићу тешке елементарне честице нове врсте; тачније, за откриће честице која је показала кварковску структуру језгра”                   | [ 77 ] |
| 1976.  | Семјуел Чао Чунг Тинг                                         |                         | Сједињене Америчке Државе | „за пионирски рад у открићу тешке елементарне честице нове врсте; тачније, за откриће честице која је показала кварковску структуру језгра”                   | [ 77 ] |
| 1977.  |                                                               | Филип Ворен Андерсон    | Сједињене Америчке Државе | „за фундаментална теоријска истраживања електроничке структуре магнетичких и неорганизованих система”                                                         | [ 78 ] |
| 1977.  |                                                               | Сер Невил Френсис Мот   | Уједињено Краљевство      | „за фундаментална теоријска истраживања електроничке структуре магнетичких и неорганизованих система”                                                         | [ 78 ] |
| 1977.  |                                                               | Џон Хазбрук ван Влек    | Сједињене Америчке Државе | „за фундаментална теоријска истраживања електроничке структуре магнетичких и неорганизованих система”                                                         | [ 78 ] |
| 1978.  |                                                               | Пјотр Леонидович Капица | СССР                      | „за основна открића и изуме у области физике ниске температуре”                                                                                               | [ 79 ] |
| 1978.  |                                                               | Арно Пензијас           | Сједињене Америчке Државе | „за проналазак космичког микроталасног позадинског зрачења”                                                                                                   | [ 79 ] |
| 1978.  | Роберт Вудро Вилсон                                           |                         | Сједињене Америчке Државе | „за проналазак космичког микроталасног позадинског зрачења”                                                                                                   | [ 79 ] |
| 1979.  |                                                               | Шелдон Ли Глашоу        | Сједињене Америчке Државе | „за допринос теорији јединствене слабе и електромагнетске интеракције елементарних честица”                                                                   | [ 80 ] |
| 1979.  |                                                               | Абдус Салам             | Пакистан                  | „за допринос теорији јединствене слабе и електромагнетске интеракције елементарних честица”                                                                   | [ 80 ] |
| 1979.  |                                                               | Стивен Вајнберг         | Сједињене Америчке Државе | „за допринос теорији јединствене слабе и електромагнетске интеракције елементарних честица”                                                                   | [ 80 ] |

### 1980-е
| Година | Слика                | Добитник                 | Држава                    | Разлог | Реф    |
| ------ | -------------------- | ------------------------ | ------------------------- | --- | ------ |
| 1980.  |                      | Џејмс Кронин             | Сједињене Америчке Државе | „за открића поремећаја фундаменталне симетрије у распаду неутралних -мезона”                                         | [ 81 ] |
| 1980.  | Вал Фич              |                          | Сједињене Америчке Државе | „за открића поремећаја фундаменталне симетрије у распаду неутралних -мезона”                                         | [ 81 ] |
| 1981.  |                      | Николас Блумберген       | Сједињене Америчке Државе | „за допринос развоју ласерске спектроскопије”                                                                        | [ 82 ] |
| 1981.  | Артур Леонард Шаулоу |                          | Сједињене Америчке Државе | „за допринос развоју ласерске спектроскопије”                                                                        | [ 82 ] |
| 1981.  |                      | Кај Мане Берје Сигбан    | Шведска                   | „за допринос развоју електронског спектроскопа високе резолуције”                                                    | [ 82 ] |
| 1982.  |                      | Кенет Г. Вилсон          | Сједињене Америчке Државе | „за теорију критичних феномена у вези са фазним прелазима”                                                           | [ 83 ] |
| 1983.  |                      | Субраманијан Чандрасекар | Сједињене Америчке Државе | „за теоријске концепте о физичким процесима од значаја за структуру и еволуцију звезда”                              | [ 84 ] |
| 1983.  |                      | Вилијам Алфред Фаулер    | Сједињене Америчке Државе | „за теоријска и експериментална учења о нуклеарним реакцијама од значаја за формирање хемијских елемената у свемиру” | [ 84 ] |
| 1984.  |                      | Карло Рубија             | Италија                   | „за одлучујући допринос великом пројекту који је довео до открића честица и бозон, преносиоца слабе интеракције”     | [ 85 ] |
| 1984.  |                      | Симон ван дер Мер        | Холандија                 | „за одлучујући допринос великом пројекту који је довео до открића честица и бозон, преносиоца слабе интеракције”     | [ 85 ] |
| 1985.  |                      | Клаус фон Клицинг        | Западна Немачка           | „за откриће квантног Холовог ефекта”                                                                                 | [ 86 ] |
| 1986.  |                      | Ернст Руска              | Западна Немачка           | „за фундаментално истраживање у оптици електрона, и дизајн првог електронског микроскопа”                            | [ 87 ] |
| 1986.  |                      | Герд Биниг               | Западна Немачка           | „за дизајн микроскопа са тунелским скенирањем”                                                                       | [ 87 ] |
| 1986.  |                      | Хајнрих Рорер            | Швајцарска                | „за дизајн микроскопа са тунелским скенирањем”                                                                       | [ 87 ] |
| 1987.  |                      | Георг Беднорц            | Западна Немачка           | „за важан пробој у открићу суперпроводности у керамичким материјалима”                                               | [ 88 ] |
| 1987.  |                      | Карл Александер Милер    | Швајцарска                | „за важан пробој у открићу суперпроводности у керамичким материјалима”                                               | [ 88 ] |
| 1988.  |                      | Леон Макс Ледерман       | Сједињене Америчке Државе | „за неутрино зрак методу и демонстрацију дублетске структуре лептона кроз откриће муон неутрина”                     | [ 89 ] |
| 1988.  | Мелвин Шварц         |                          | Сједињене Америчке Државе | „за неутрино зрак методу и демонстрацију дублетске структуре лептона кроз откриће муон неутрина”                     | [ 89 ] |
| 1988.  | Џек Стајнбергер      |                          | Сједињене Америчке Државе | „за неутрино зрак методу и демонстрацију дублетске структуре лептона кроз откриће муон неутрина”                     | [ 89 ] |
| 1989.  |                      | Норман Фостер Ремзи мл.  | Сједињене Америчке Државе | „за откриће методе одвојених осцилаторних поља и њену употребу у водоничним масерима и другим атомским часовницима”  | [ 90 ] |
| 1989.  |                      | Ханс Георг Демелт        | Сједињене Америчке Државе | „за развој технике јонске замке”                                                                                     | [ 90 ] |
| 1989.  |                      | Волфганг Паул            | Западна Немачка           | „за развој технике јонске замке”                                                                                     | [ 90 ] |

### 1990-е
| Година | Слика                    | Добитник               | Држава                    | Разлог | Реф     |
| ------ | ------------------------ | ---------------------- | ------------------------- | --- | ------- |
| 1990.  |                          | Џером Ајзак Фридман    | Сједињене Америчке Државе | „за пионирска истраживања дубоког нееластичног расејања електрона на протонима и везаним неутронима, што је било од суштинског значаја за развој модела кварка у физици честица” | [ 91 ]  |
| 1990.  | Хенри Веј Кендал         |                        | Сједињене Америчке Државе | „за пионирска истраживања дубоког нееластичног расејања електрона на протонима и везаним неутронима, што је било од суштинског значаја за развој модела кварка у физици честица” | [ 91 ]  |
| 1990.  |                          | Ричард Едвард Тејлор   | Канада                    | „за пионирска истраживања дубоког нееластичног расејања електрона на протонима и везаним неутронима, што је било од суштинског значаја за развој модела кварка у физици честица” | [ 91 ]  |
| 1991.  |                          | Пјер-Жил де Жен        | Француска                 | „за откриће примене метода проучавања феномена уређености у комплексније сврхе, посебно код течних кристала и полимера”                                                          | [ 92 ]  |
| 1992.  |                          | Жорж Шарпак            | Француска                 | „за откриће и развој детектора честица, а посебно вишежичне пропорционалне коморе”                                                                                               | [ 93 ]  |
| 1993.  |                          | Расел Алан Халс        | Сједињене Америчке Државе | „за откриће нове врсте пулсара, што је отворило нове могућности за проучавање гравитације”                                                                                       | [ 94 ]  |
| 1993.  | Џозеф Хутон Тејлор млађи |                        | Сједињене Америчке Државе | „за откриће нове врсте пулсара, што је отворило нове могућности за проучавање гравитације”                                                                                       | [ 94 ]  |
| 1994.  |                          | Бертрам Брокхаус       | Канада                    | „за развој неутронске спектроскопије” и „за пионирски допринос у развоју неутронског расејања у истраживању кондензоване материје”                                               | [ 95 ]  |
| 1994.  |                          | Клифорд Гленвуд Шул    | Сједињене Америчке Државе | „за развој технике неутронске дифракције” и „за пионирски допринос у развоју неутронског расејања у истраживању кондензоване материје”                                           | [ 95 ]  |
| 1995.  |                          | Мартин Луис Перл       | Сједињене Америчке Државе | „за откриће τ-лептона” и „за пионирски експериментални допринос физици лептона”                                                                                                  | [ 96 ]  |
| 1995.  |                          | Фредерик Рајнес        | Сједињене Америчке Државе | „за откриће неутрина” и „за пионирски експериментални допринос физици лептона”                                                                                                   | [ 96 ]  |
| 1996.  |                          | Дејвид Ли              | Сједињене Америчке Државе | „за откриће суперфлуидности у хелијуму-3” | [ 97 ]  |
| 1996.  | Даглас Дин Ошероф        |                        | Сједињене Америчке Државе | „за откриће суперфлуидности у хелијуму-3” | [ 97 ]  |
| 1996.  | Роберт Колман Ричардсон  |                        | Сједињене Америчке Државе | „за откриће суперфлуидности у хелијуму-3” | [ 97 ]  |
| 1997.  |                          | Стивен Чу              | Сједињене Америчке Државе | „за развој метода за хлађење и хватање атома помоћу ласерске светлости” | [ 98 ]  |
| 1997.  |                          | Клод Коен-Тануђи       | Француска                 | „за развој метода за хлађење и хватање атома помоћу ласерске светлости” | [ 98 ]  |
| 1997.  |                          | Вилијам Данијел Филипс | Сједињене Америчке Државе | „за развој метода за хлађење и хватање атома помоћу ласерске светлости” | [ 98 ]  |
| 1998.  |                          | Роберт Б. Лафлин       | Сједињене Америчке Државе | „за откриће нове форме квантног флуида” | [ 99 ]  |
| 1998.  |                          | Хорст Лудвиг Штермер   | Немачка                   | „за откриће нове форме квантног флуида” | [ 99 ]  |
| 1998.  |                          | Данијел Чи Цуи         | Сједињене Америчке Државе | „за откриће нове форме квантног флуида” | [ 99 ]  |
| 1999.  |                          | Герард ’т Хофт         | Холандија                 | „за објашњење квантне структуре електрослабих интеракција у физици” | [ 100 ] |
| 1999.  | Мартинус Ј. Г. Велтман   |                        | Холандија                 | „за објашњење квантне структуре електрослабих интеракција у физици” | [ 100 ] |

### 2000-е
| Година | Слика              | Добитник                            | Држава                    | Разлог | Реф     |
| ------ | ------------------ | ----------------------------------- | ------------------------- | --- | ------- |
| 2000.  |                    | Жорес Иванович Алферов              | Русија                    | „за развој полупроводничких хетероструктура коришћених у оптоелектроници и електроници великих брзина”                                    | [ 101 ] |
| 2000.  |                    | Херберт Кремер                      | Немачка                   | „за развој полупроводничких хетероструктура коришћених у оптоелектроници и електроници великих брзина”                                    | [ 101 ] |
| 2000.  |                    | Џек Килби                           | Сједињене Америчке Државе | „за улогу у проналаску интегрисаних кола”                                                                                                 |         |
| 2001.  |                    | Ерик Алин Корнел                    | Сједињене Америчке Државе | „за постизање Бозе-Ајнштајнове кондензације у разређеним гасовима алкалних атома, и за рана фундаментална истраживања особина кондензата” | [ 102 ] |
| 2001.  |                    | Волфганг Кетерле                    | Немачка                   | „за постизање Бозе-Ајнштајнове кондензације у разређеним гасовима алкалних атома, и за рана фундаментална истраживања особина кондензата” | [ 102 ] |
| 2001.  |                    | Карл Виман                          | Сједињене Америчке Државе | „за постизање Бозе-Ајнштајнове кондензације у разређеним гасовима алкалних атома, и за рана фундаментална истраживања особина кондензата” | [ 102 ] |
| 2002.  |                    | Рејмонд Дејвис млађи                | Сједињене Америчке Државе | „за пионирски допринос астрофизици, посебно за детекцију космичких неутрина”                                                              | [ 103 ] |
| 2002.  |                    | Масатоши Кошиба (јап. )             | Јапан                     | „за пионирски допринос астрофизици, посебно за детекцију космичких неутрина”                                                              | [ 103 ] |
| 2002.  |                    | Рикардо Ђакони                      | Сједињене Америчке Државе | „за пионирски допринос астрофизици, који је довео до открића извора космичких -зрака”                                                     | [ 103 ] |
| 2003.  |                    | Алексеј Алексејевич Абрикосов       | Русија                    | „за пионирски допринос теорији суперпроводника и суперфлуида”                                                                             | [ 104 ] |
| 2003.  | Виталиј Гинзбург   |                                     | Русија                    | „за пионирски допринос теорији суперпроводника и суперфлуида”                                                                             | [ 104 ] |
| 2003.  |                    | Ентони Џејмс Легет                  | Сједињене Америчке Државе | „за пионирски допринос теорији суперпроводника и суперфлуида”                                                                             |         |
| 2004.  |                    | Дејвид Грос                         | Сједињене Америчке Државе | „за откриће асимптотске слободе у теорији јаких интеракција” /в. Кварк/                                                                   | [ 105 ] |
| 2004.  | Хју Дејвид Полицер |                                     | Сједињене Америчке Државе | „за откриће асимптотске слободе у теорији јаких интеракција” /в. Кварк/                                                                   | [ 105 ] |
| 2004.  | Френк Вилчек       |                                     | Сједињене Америчке Државе | „за откриће асимптотске слободе у теорији јаких интеракција” /в. Кварк/                                                                   | [ 105 ] |
| 2005   |                    | Рој Џ. Глаубер                      | Сједињене Америчке Државе | „за допринос квантној теорији оптичке кохеренције”                                                                                        | [ 106 ] |
| 2005   |                    | Џон Л. Хол                          | Сједињене Америчке Државе | „за допринос развоју прецизне спектроскопије базиране на ласеру, укључујући и технику оптичког фреквентног чешља”                         | [ 106 ] |
| 2005   |                    | Теодор В. Хенш                      | Немачка                   | „за допринос развоју прецизне спектроскопије базиране на ласеру, укључујући и технику оптичког фреквентног чешља”                         | [ 106 ] |
| 2006.  |                    | Џон Мадер                           | Сједињене Америчке Државе | „за откриће анизотропских особина и особина зрачења црног тела код космичког микроталасног позадинског зрачења”                           | [ 107 ] |
| 2006.  | Џорџ Смут          |                                     | Сједињене Америчке Државе | „за откриће анизотропских особина и особина зрачења црног тела код космичког микроталасног позадинског зрачења”                           | [ 107 ] |
| 2007.  |                    | Алберт Ферт                         | Француска                 | „за откриће гигантског магнетоотпорничког ефекта”                                                                                         | [ 108 ] |
| 2007.  |                    | Петер Гринберг                      | Немачка                   | „за откриће гигантског магнетоотпорничког ефекта”                                                                                         | [ 108 ] |
| 2008.  |                    | Јоичиро Намбу (јап. )               | Јапан                     | „за откриће механизма спонтаног нарушавања симетрије у субатомској физици”                                                                | [ 109 ] |
| 2008.  |                    | Макото Кобајаши (јап. )             | Јапан                     | „за откриће порекла нарушене симетрије која предвиђа постојање најмање три фамилије кваркова у природи”                                   | [ 109 ] |
| 2008.  |                    | Тошихиде Масукава (јап. )           | Сједињене Америчке Државе | „за откриће порекла нарушене симетрије која предвиђа постојање најмање три фамилије кваркова у природи”                                   | [ 109 ] |
| 2009.  |                    | Сер Чарлс Као (кин: 高錕, Kuen Kao) | Сједињене Америчке Државе | „за достигнућа на пољу брзог преноса података оптичким влакнима”                                                                          | [ 110 ] |
| 2009.  |                    | Вилард Бојл                         | Сједињене Америчке Државе | „откриће полупроводничких кола осетљивих на светлост који се користе у дигиталним фотоапаратима ( чип)”                                   | [ 110 ] |
| 2009.  | Џорџ Смит          |                                     | Сједињене Америчке Државе | „откриће полупроводничких кола осетљивих на светлост који се користе у дигиталним фотоапаратима ( чип)”                                   | [ 110 ] |

### 2010-е
| Година | Слика                | Добитник                            | Држава                             | Разлог | Реф     |
| ------ | -------------------- | ----------------------------------- | ---------------------------------- | --- | ------- |
| 2010.  |                      | Сер Андреј Константин Гејм          | Холандија                          | „због револуционарних експеримената са дводимензионалним материјалом графеном”                                     | [ 111 ] |
| 2010.  |                      | Сер Константин Сергејевич Новоселов | Уједињено Краљевство               | „због револуционарних експеримената са дводимензионалним материјалом графеном”                                     | [ 111 ] |
| 2011.  |                      | Сол Перлмутер                       | Сједињене Америчке Државе          | „за откриће убрзаног ширења универзума посматрањем удаљених супернових”                                            | [ 112 ] |
| 2011.  | Адам Рис             |                                     | Сједињене Америчке Државе          | „за откриће убрзаног ширења универзума посматрањем удаљених супернових”                                            | [ 112 ] |
| 2011.  | Брајан Шмит          |                                     | Сједињене Америчке Државе          | „за откриће убрзаног ширења универзума посматрањем удаљених супернових”                                            | [ 112 ] |
| 2012.  |                      | Серж Арош                           | Француска                          | „за револуционарне методе које омогућавају мерење и манипулацију индивидуалних квантних система”                   | [ 113 ] |
| 2012.  |                      | Дејвид Вајнланд                     | Сједињене Америчке Државе          | „за револуционарне методе које омогућавају мерење и манипулацију индивидуалних квантних система”                   | [ 113 ] |
| 2013.  |                      | Франсоа Англер                      | Белгија                            | „за теоријско откриће механизама који доприносе разумевању порекла масе субатомских честица”                       | [ 114 ] |
| 2013.  |                      | Питер Хигс                          | Уједињено Краљевство               | „за теоријско откриће механизама који доприносе разумевању порекла масе субатомских честица”                       | [ 114 ] |
| 2014.  |                      | Исаму Акасаки (јап. )               | Јапан                              | „због изума новог, енергетски ефикасног и еколошког извора светлости — светлеће диоде која емитује плаву светлост” | [ 115 ] |
| 2014.  | Хироши Амано (јап. ) |                                     | Јапан                              | „због изума новог, енергетски ефикасног и еколошког извора светлости — светлеће диоде која емитује плаву светлост” | [ 115 ] |
| 2014.  |                      | Шуџи Накамура (јап. )               | Сједињене Америчке Државе          | „због изума новог, енергетски ефикасног и еколошког извора светлости — светлеће диоде која емитује плаву светлост” | [ 115 ] |
| 2015.  |                      | Такаки Каџита (јап. )               | Јапан                              | „за откриће осцилације неутрина које показују да неутрини имају масу”                                              | [ 116 ] |
| 2015.  |                      | Артур Брус Макдоналд                | Канада                             | „за откриће осцилације неутрина које показују да неутрини имају масу”                                              | [ 116 ] |
| 2016.  |                      | Дејвид Таулес                       | Сједињене Америчке Државе          | „за теоријска открића транзиција тополошких фаза и тополошких фаза материје”                                       | [ 117 ] |
| 2016.  | Данкан Холдејн       |                                     | Сједињене Америчке Државе          | „за теоријска открића транзиција тополошких фаза и тополошких фаза материје”                                       | [ 117 ] |
| 2016.  | Мајкл Костерлиц      |                                     | Сједињене Америчке Државе          | „за теоријска открића транзиција тополошких фаза и тополошких фаза материје”                                       | [ 117 ] |
| 2017.  |                      | Рајнер Вајс                         | Сједињене Америчке Државе          | „за одлучујуће доприносе LIGO детектору и опсервацију гравитационих таласа”                                        | [ 118 ] |
| 2017.  | Бери Бариш           |                                     | Сједињене Америчке Државе          | „за одлучујуће доприносе LIGO детектору и опсервацију гравитационих таласа”                                        | [ 118 ] |
| 2017.  | Кип Торн             |                                     | Сједињене Америчке Државе          | „за одлучујуће доприносе LIGO детектору и опсервацију гравитационих таласа”                                        | [ 118 ] |
| 2018.  |                      | Артур Ешкин                         | Сједињене Америчке Државе          | „за револуционарне проналаске у области ласерске физике”                                                           | [ 119 ] |
| 2018.  |                      | Жерар Муру                          | Француска                          | „за револуционарне проналаске у области ласерске физике”                                                           | [ 119 ] |
| 2018.  |                      | Дона Стрикленд                      | Канада                             | „за револуционарне проналаске у области ласерске физике”                                                           | [ 119 ] |
| 2019.  |                      | Џејмс Пиблс                         | Канада · Сједињене Америчке Државе | „за теоријска открића у физичкој космологији”                                                                      | [ 120 ] |
| 2019.  |                      | Мишел Мајор                         | Швајцарска                         | „за откриће егзопланете у орбити звезде соларног типа”                                                             | [ 120 ] |
| 2019.  |                      | Дидје Кело                          | Швајцарска                         | „за откриће егзопланете у орбити звезде соларног типа”                                                             | [ 120 ] |

### 2020-е
| Година | Слика | Добитник        | Држава                            | Разлог | Реф     |
| ------ | ----- | --------------- | --------------------------------- | --- | ------- |
| 2020.  |       | Роџер Пенроуз   | Уједињено Краљевство              | „за откриће да је стварање црних рупа снажно повезано са општом теоријом релативности”                                 | [ 121 ] |
| 2020.  |       | Рајнхард Генцел | Немачка                           | „за откриће супермасивног компактног објекта у центру наше галаксије”                                                  | [ 121 ] |
| 2020.  |       | Андреа Гез      | Сједињене Америчке Државе         | „за откриће супермасивног компактног објекта у центру наше галаксије”                                                  | [ 121 ] |
| 2021.  |       | Сјукуро Манабе  | Јапан · Сједињене Америчке Државе | „за физичко моделирање климе на земљи, квантификовање променљивости и поуздано предвиђање глобалног загревања”         | [ 122 ] |
| 2021.  |       | Клаус Хаселман  | Немачка                           | „за физичко моделирање климе на земљи, квантификовање променљивости и поуздано предвиђање глобалног загревања”         | [ 122 ] |
| 2021.  |       | Ђорђо Паризи    | Италија                           | „за откриће узајамног дејства нереда и флуктуација у физичким системима од атомских до планетарних размера”            | [ 122 ] |
| 2022.  |       | Ален Аспе       | Француска                         | „за експерименте са квантним спрезањем, утврђивање кршења Белових неједнакости и пионирске квантне информационе науке” | [ 123 ] |
| 2022.  |       | Џон Клаузер     | Сједињене Америчке Државе         | „за експерименте са квантним спрезањем, утврђивање кршења Белових неједнакости и пионирске квантне информационе науке” | [ 123 ] |
| 2022.  |       | Антон Цајлингер | Аустрија                          | „за експерименте са квантним спрезањем, утврђивање кршења Белових неједнакости и пионирске квантне информационе науке” | [ 123 ] |